# Chewing gum rallye
Pour plus de détails, voir Fiche technique et Distribution.
Chewing gum rallye (The Gumball Rally) est un film américain réalisé par Charles Bail, et sorti en 1976.

## Fiche technique
- Titre : Chewing Gum Rallye
- Titre original : The Gumball Rally
- Réalisation : Charles Bail
- Scénario : Leon Capetanos
- Musique : Dominic Frontiere
- Montage : Richard C.Glouner
- Production : Stuart H.Pappe, Gordon Scott et Maury Winetrobe
- Sociétés de production : First Artists
- Sociétés de distribution : Warner Bros
- Pays d'origine : États-Unis
- Langue originale : Anglais
- Format : couleur - 1,33:1 (4/3 à la télévision) - son Stéréo
- Genre : Comédie et Action
- Durée : 105 minutes
- Dates de sortie:
- États-Unis: 20 Août 1976

## Distribution
- Michael Sarrazin : Michael Bannon - Équipe Cobra Shelby
- Nicholas Pryor : Professeur Samuel Graves - Équipe Cobra Shelby
- Tim McIntire : Steve « Smitty » Smith - Équipe Ferrari Daytona
- Raul Julia : Franco Bertollini - Équipe Ferrari Daytona
- Norman Burton : Lieutenant Roscoe
- Gary Busey : Gibson - Équipe Chevrolet Camaro
- John Durren : Ace Preston - Équipe Chevrolet Camaro
- Susan Flannery : Alice Johnson - Équipe Porsche 911
- Joanne Nail : Jane Johnson - Équipe Porsche 911
- Steven Keats : Officier de police Kandinsky
- J.Pat O'Malley : Barney Donahue - Équipe Mercedes 300 SL
- Vaughn Taylor : Andy McAllister - Équipe Mercedes 300 SL
- Tricia O'Neill : Angie - Équipe Rolls-Royce Silver Shadow
- Lazaro Perez : José - Équipe Rolls-Royce Silver Shadow
- Eddy Donno : Mel Donno - Équipe Chevrolet Chevy
- Dick Karie : Joe Karie - Équipe Chevrolet Chevy
- Alfred Shelly : Harry Shelly- Équipe Chevrolet Chevy
- Whitney Hugues : Hughes - Équipe Chevrolet Corvette
- Larry Silvestri : Silvestri - Équipe Chevrolet Corvette
- Wes Dawn : Mulin- Équipe Jaguar Type-E
- John Morton : Tulip - Équipe Jaguar Type-E
- Stephen Blood : Rabbit
- Willy Taylor : Officier de police Avila

## Production
La majeure partie du tournage s'est déroulée en Arizona. Les scènes d'ouverture de la course ont été filmées dans le centre-ville de New York tôt un dimanche matin sur des routes fermées (y compris Broadway et Park Avenue). Le pont George Washington et le tunnel Lincoln ont été utilisés pour la sortie de New York vers le New Jersey. Le duel final entre la Cobra et la Ferrari a été filmé sur la rivière Los Angeles et la scène finale a été tournée, à Long Beach. Un tournage additionnel a été réalisé dans la ville d'Orange, en Californie.

## Anecdotes liées au film
Le Gumball 3000 qui est un rassemblement clandestin international annuel qui se déroule généralement au printemps ou à l'été sur le réseau routier à travers l'Europe, les États-Unis et l'Asie sous forme de rallye, doit son nom au film.
Les véhicules utilisés dans le film sont: Ferrari Daytona 365 GTS, Shelby Cobra, Chevrolet Camaro, Porsche 911, Rolls-Royce Silver Shadow, Ford Ranger, Chevrolet Chevy, Chevrolet Corvette C3, Mercedes 300 SL, Dodge Polara, Jaguar Type-E et une moto Kawasaki.
Voici l'ordre d'arrivée des voitures, à la fin de la course:
1. Shelby Cobra : Première place.
2. Ferrari Daytona : Seconde place.
3. Porsche 911 : Troisième place
4. Dodge Polara : Quatrième place.
5. Mercedes 300 SL Roadster : Cinquième place.
6. Moto Kawasaki : Sixième place.
7. Chevrolet Camaro : N'a pas terminé la course car elle s'est retournée sur le toit.
8. Chevrolet Chevy : N'a pas terminé la course car il a explosé.
9. Chevrolet Corvette : N'a pas terminé la course car il n'a pas dépassé New-York
10. Jaguar Type-E : Problème au démarrage. N'a jamais franchi la ligne de départ.
11. Rolls-Royce Silver Shadow : N'a pas officiellement participé à la course. Elle a embouti un van, à Los Angeles.